# Фернандо Аррабаль

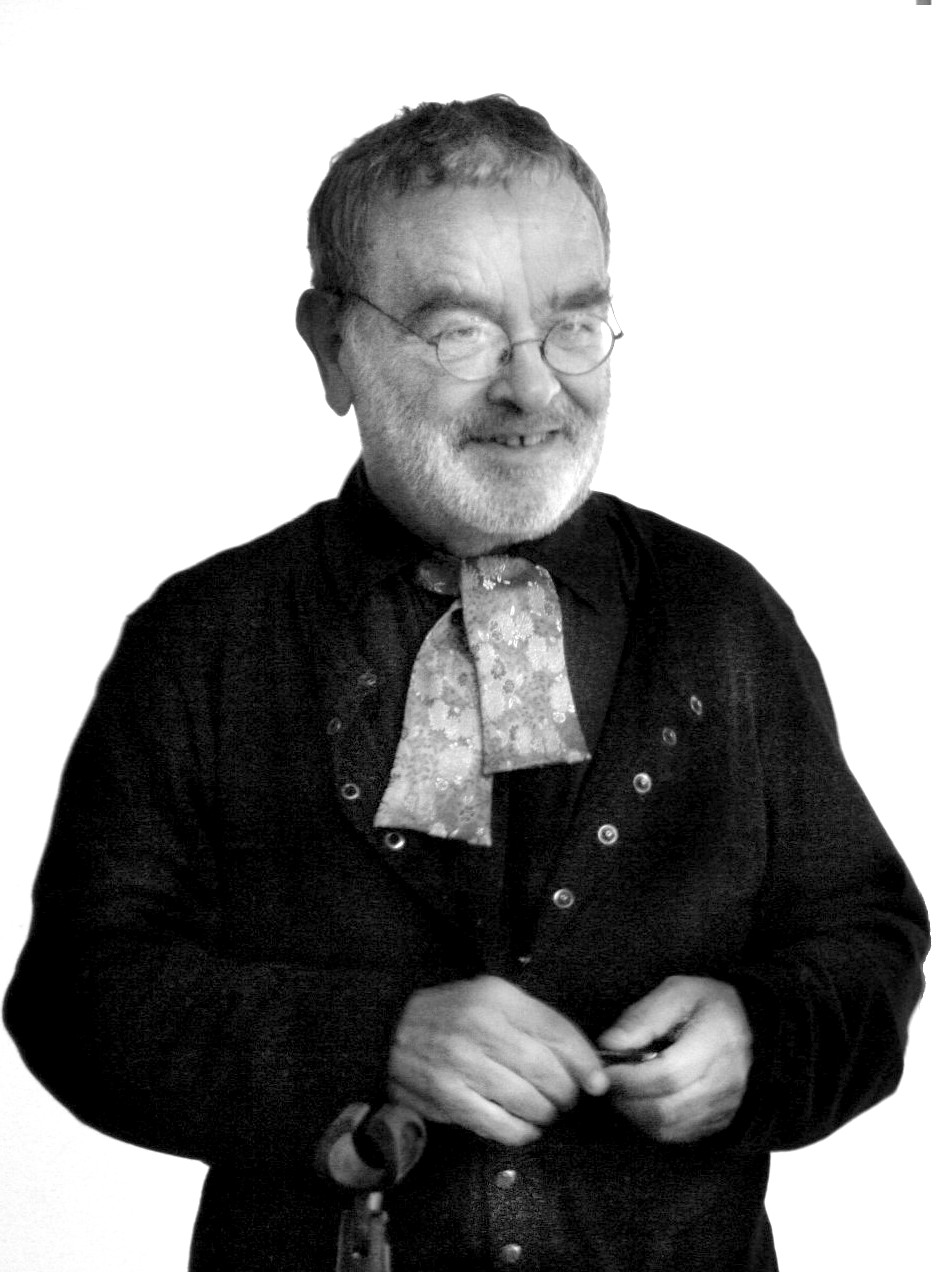
Фернандо Аррабаль, червень 2008

Ферна́ндо Арраба́ль  (ісп. Fernando Arrabal) (*11 серпня 1932, Мелілья) — іспанський письменник і кінорежисер; пише переважно французькою мовою; від 1955 у Франції; представник театру абсурду (Кладовище автомобілів); авангардні вірші, повісті, поетична проза.